# دانیال کرباسیون
دانیال کرباسیون (انگلیسی: Daniel Karbassiyoon؛ زادهٔ ۱۰ اوت ۱۹۸۴) یک بازیکن فوتبال اهل ایران است.